# Пероцетна киселина
Пероцетната киселина, известна също като пероксиоцетна киселина, е органично съединение с формула CH3CO3H. Тази перокси киселина е безцветна течност с характерна остра миризма, напомняща на оцетна киселина. Може да бъде силно корозивна.
Пероцетната киселина е по-слаба киселина от изходната оцетна киселина, с pKa 8,2.

## Производство
Пероцетната киселина се произвежда промишлено чрез автоокисление на ацеталдехид:
O2 + CH3CHO → CH3CO3H
В присъствието на силен киселинен катализатор, като сярна киселина, оцетната киселина и диводородният пероксид произвеждат пероцетна киселина:
H2O2 + CH3CO2H ⇌ CH3CO3H + H2O

## Безопасност
Пероцетната киселина е силен окислител и силно дразни кожата, очите и дихателната система.